# Městský hřbitov v Příbrami
Městský hřbitov v Příbrami je hlavní městský hřbitov v Příbrami, nedaleko centra města, jehož hlavní brána je umístěna v ulici Primáře Václava Trnky.

## Historie

### Vznik
Hřbitov byl zřízen v roce 1786 na tzv. Panské louce za městem jako nový městský hřbitov náhradou za rušená pohřebiště v centru města u kostelů Svatého Jakuba Většího a později zbořeného hřbitovního kostela Jana Evangelisty. Založení bylo podníceno zákazem pohřbívání uprostřed sídel z roku 1784 vydaným císařem Josefem II. Ještě před otevřením hřbitova zde bylo pohřbeno 6 zemřelých malých dětí, první řádně pohřbenou osobou byla 26. ledna 1786 Alžběta Machutová, rozená Škodová.

Roku 1870 zde byla postavena novorománská hřbitovní kaple svatého Kříže. Areál byl za dobu své existence několikrát rozšiřován. Židé z Příbrami a okolí byli pohřbíváni na nedalekém místním židovském hřbitově.

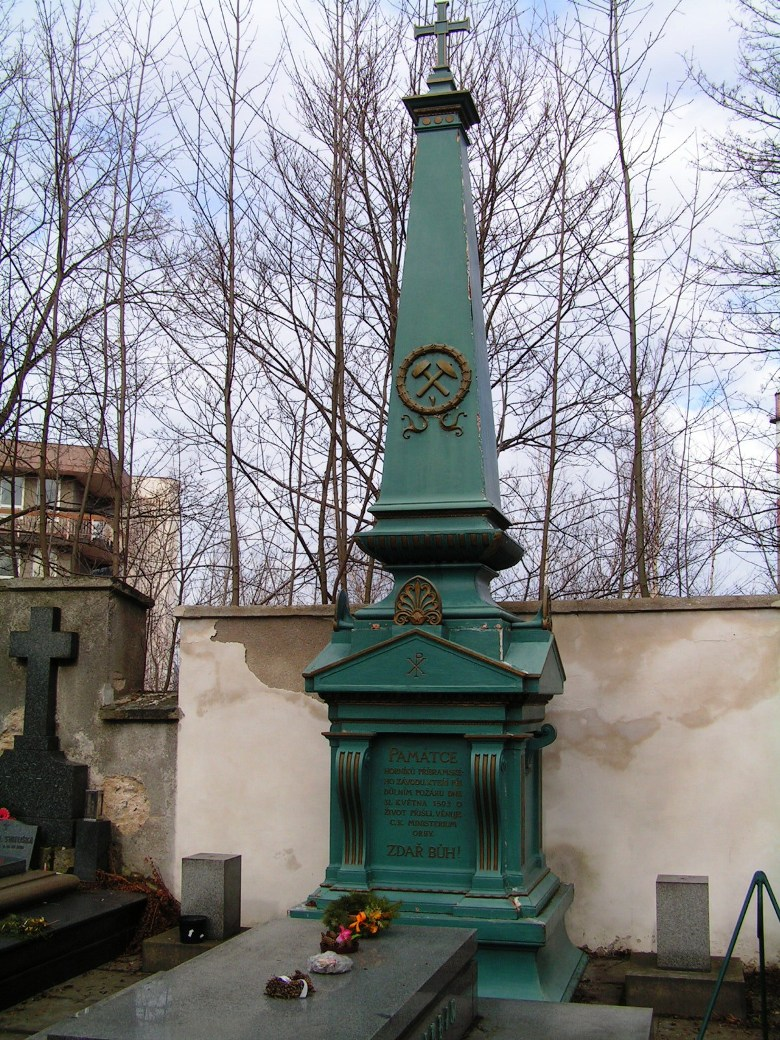
Památník 319 obětí důlního požáru v dole Marie 31. května 1892

Na hřbitově byl také dodatečně vztyčen památník 319 horníků, kteří zahynuli při důlním požáru v dole Marie v Březových Horách 31. května 1892 (jednalo se tehdy o nejvyšší počet obětí důlního neštěstí v historii). Horníci byli nejprve pohřbeni (z hygienických důvodů) v hromadných hrobech, které byly na Panské louce překryty jinými hroby, na Březohorském hřbitově zůstal hromadný hrob zachován. K obdobnému památníku na Březových Horách nebyla těla přesunuta, na Panské louce byla u památníku pohřbena těla pěti horníků.
Podél zdí areálu hřbitova je umístěna řada hrobek významných obyvatel města, pohřbeni jsou na hřbitově i čestní občané města, duchovní, umělci, nebo vojáci a legionáři bojující v první a druhé světové válce, obdobně sovětští vojáci.

### Po roce 1945

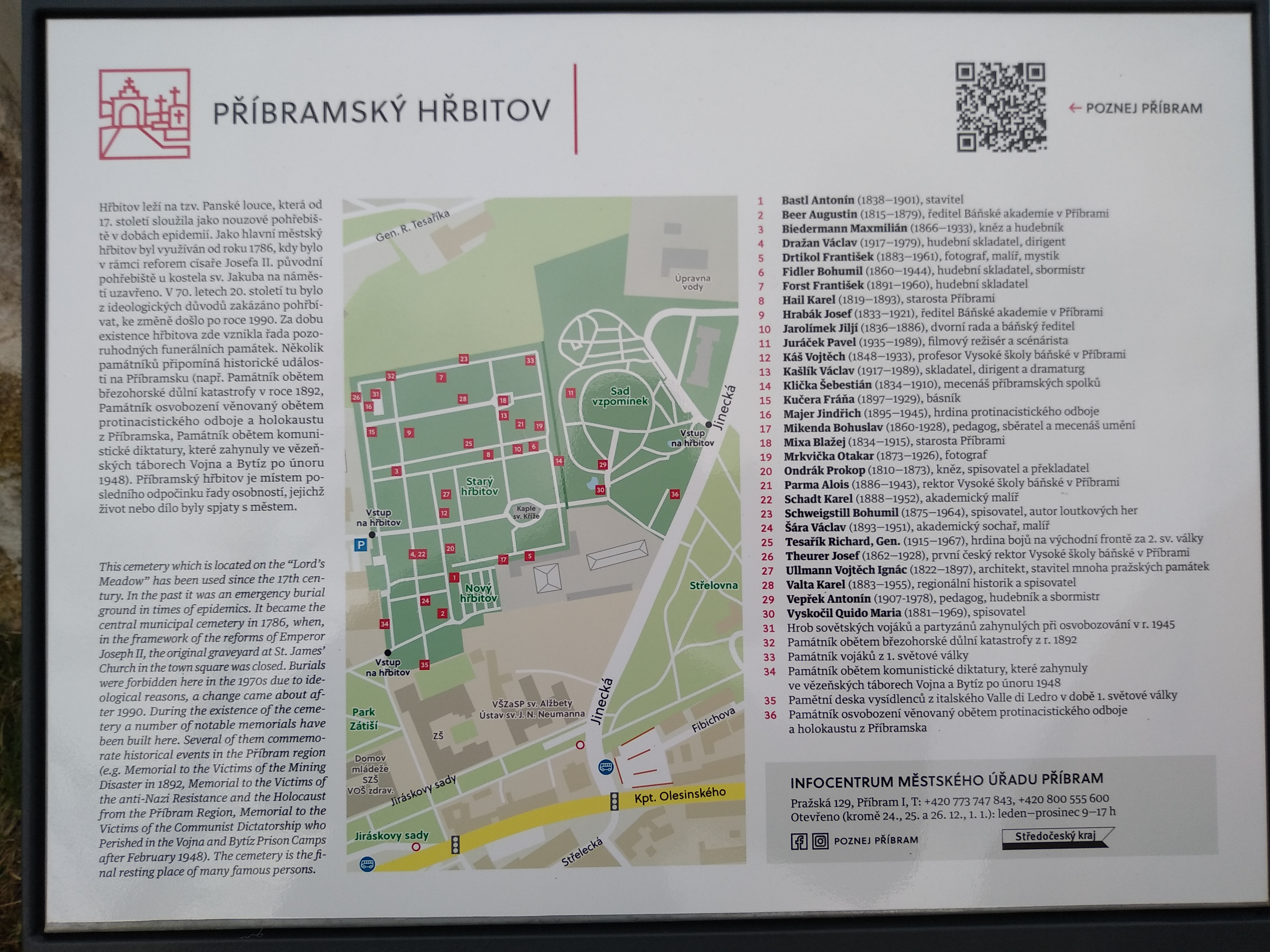
Mapa významných hrobů

S odchodem téměř veškerého německého obyvatelstva města v rámci odsunu sudetských Němců z Československa ve druhé polovině 40. let 20. století zůstala řada hrobů německých rodin opuštěna a bez údržby.
V Příbrami se nenachází krematorium, ostatky zemřelých jsou zpopelňovány povětšinou v krematoriu v Plzni, Táboře či Blatné.

## Osobnosti pohřbené na tomto hřbitově

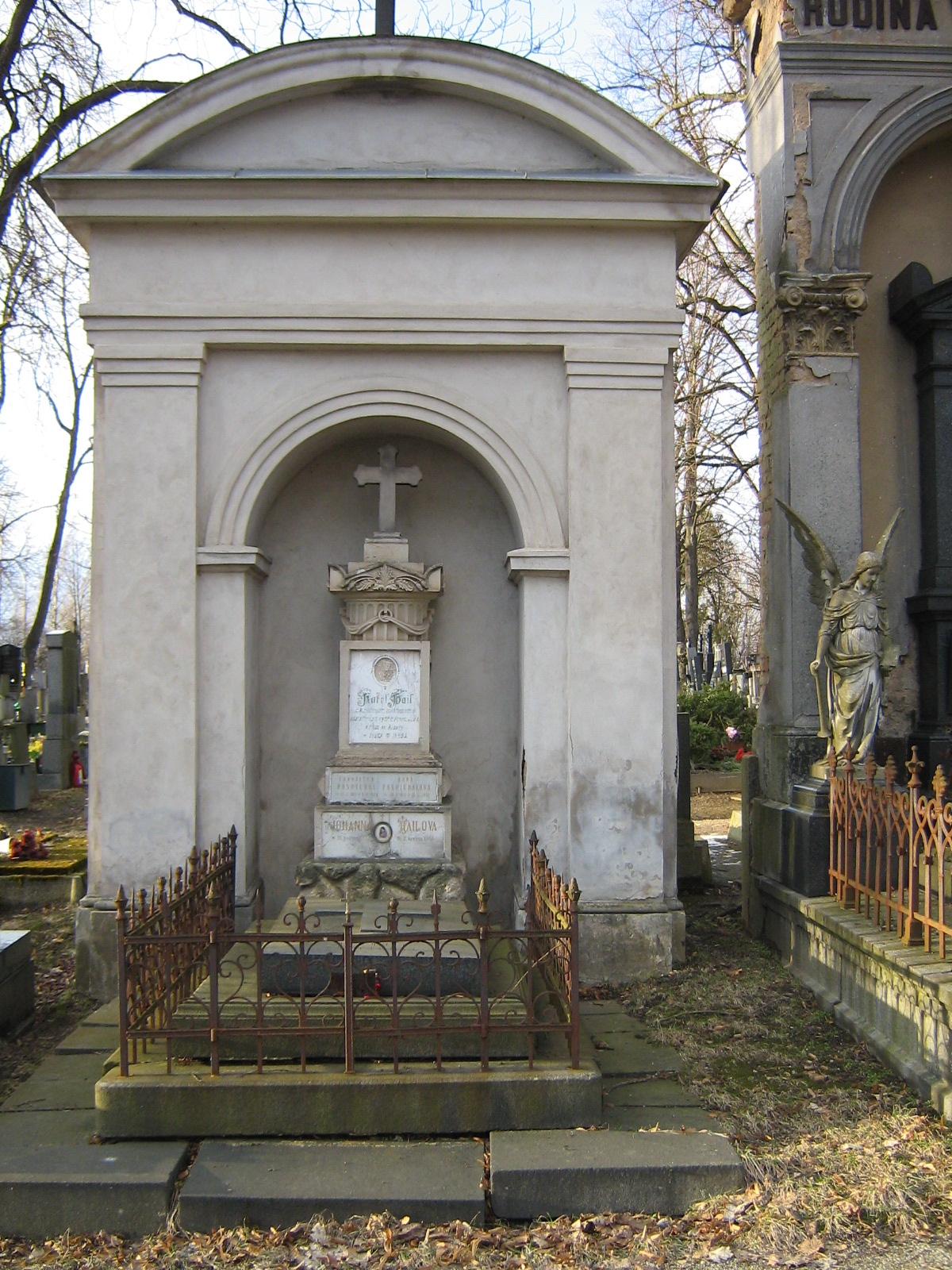
Hrobka rodiny Karla Haila, starosty Příbrami

- Augustin Beer (1815–1879) – důlní inženýr
- František Drtikol (1883–1961) – fotograf
- František Forst (1891–1960) – hudební skladatel
- Josef Hrabák (montanista) (1833–1921) – montanista a vysokoškolský pedagog
- Karel Hail (1819–1893) – starosta města
- Václav Kašlík (1917–1989) – dirigent
- Blažej Mixa (1834–1915) – starosta města, poslanec
- Evžen Sokolovský (1925–1998) – divadelní a televizní režisér, pedagog
- Václav Šára (1893–1951) – sochař, malíř a grafik
- Antonín Šroufek (1914–1976) – politicky perzekvovaný kněz
- Vojtěch Ignác Ullmann (1822–1897) – architekt
- Quido Maria Vyskočil (1881–1969) – spisovatel a knihovník
- Richard Tesařík (1915–1967) – generálmajor